# Edvard III.
Edward III. tudi Edvard iz Windsorja ali Edvard Windsorski (13. november 1312, - 21. junij 1377), kralj Anglije.
Leta 1327 je nasledil krono Anglije od svojega očeta Edvarda II. po nasilnem državnem udaru v njegovo korist, ki sta ga izvedla njegova mati Izabela Francoska in njen ljubimec Roger Mortimer, 1. grof Marški, kar je povzročilo nasilno smrt Edvarda II.
Izabela in Mortimer sta mladega Edvarda nadzorovala prvih nekaj let njegove vladavine, toda leta 1330 sta Edvard in njegovi prijatelji ujeli Mortimerja, ga dali obesiti in zaprli Izabelo.
Edvard III. je po kaosu očetove vladavine obnovil kraljevo oblast in ugled. Pridobil si je podporo visokega plemstva. Vladne institucije so začele učinkovito delovati po 1330, kljub številnim težavam, ki so bile podedovane od očetove vladavine, kot sta vzdrževanje javnega reda in miru ter zatiranje razširjene korupcije. Posledično so sodniki dobili večja pooblastila, kraljevi uradniki (šerifi) pa so dobili pooblastilo za pobiranje kraljevih prihodkov, glob, izvrševanje sodnih odredb, predsedovanje okrožnim sodiščem, sestavljanje porote in varovanje zapornikov. Edvard je okrepil vlogo parlamenta in celo spodbujal državljane in podeželsko plemstvo k sodelovanju v parlamentu. Na splošno je Edvard vzpostavil učinkovito vlado, ki je učinkovito pobirala davke, a hkrati vse bolj izčrpavala gospodarstvo in prebivalstvo.
Glavni razlog za Edvardovo drago vladavino je bila vojna. V kraljevini Franciji je namreč izumrla neposredna linija rodbine Kapetingov, zato je Edvard leta 1337 zase zahteval francosko krono, ker je bila njegova mati Izabela iz rodbine Kapetingov. Edvard je ponosno zahteval francosko krono, ko je izzval »Filipa Valoijskega, ki se je imenoval francoski kralj« in se zapletel v vojno, ki se je kasneje imenovala Stoletna vojna. Da bi leta 1337 k vojni pritegnil plemstvo, je pred napadom na Francijo imenoval šest novih grofov in ustanovil nov viteški Red vitezov podvezice (Vitezi podvezice), kateremu je sam pripadal.
Na začetku vojne je Edvard zmagal v pomorski bitki pri Sluisu 1340, Crécyju 1346, zavzel Calais (1346) po enoletnem obleganju zmagal v Poitiersu leta 1356 in osvojil velik del zahodne Francije, dosegel uspeh, vendar se je leta 1360 s sporazumom v Brétignyju moral odpovedati svojim pretenzijam v Franciji in v premirju 1375 je izgubil vse posesti v Franciji razen Calaisa, Bordeauxa, Bayonna in Bresta.
Ker vojna ni bila več uspešna, je Edvard izgubljal vedno več politične moči, kar je okrepilo vlogo parlamenta. Dve leti po porazu v Franciji je Edvard umrl in nasledil ga je njegov vnuk Rihard II. Angleški (1377).
Od vladavine Henrika II. do 1348 je bil Edvard III. obravnavan kot zavetnik Anglije. Med vladavino Edvarda III. je bil sveti Jurij sprejet kot zavetnik Anglije, Edvard III. pa je ostal zavetnik britanske kraljeve družine.